# Internetprotokol
 For alternative betydninger, se Internetprotokol (flertydig). (Se også artikler, som begynder med Internetprotokol)
Den protokol al internettrafik "rider" på hedder internetprotokollen som hyppigt forkortes til IP. I dag (2011) menes i langt de fleste tilfælde IPv4. Internetprotokollen er en netværkslagsprotokol.
En IP-adresse (Internet Protokol-adresse, eller mindre korrekt en IP) er et unikt nummer som netværksenheder (f.eks. computere) bruger til at kommunikere med hinanden over Internetprotokollen (IP). Alle enheder, der skal kommunikere på IP-laget – blandt andet computerservere, routere, netværksprintere, internet-Telefaxmaskiner, IP-telefoner, – skal have deres egen unikke adresse. Dette sikrer, at kommunikationen mellem de forskellige enheder ikke bliver blandet sammen. Ligesom vejnavne og telefonnumre identificerer individuelle bygninger eller telefoner, identificerer IP-adresser en opkobling med en netværksenhed.
Bemærk at netværksenheder har deres egne unikke numre kaldet MAC-adresser, og at IP-adresser kun er unikke for forbindelsen til et givent netværk, dvs. hvis man flytter sin computer til et andet netværk, så vil det nye netværk tilbyde computeren en anden IP-adresse.

## Domænenavne
IP-adresser har en direkte sammenhæng med domænenavne. Igennem en protokol, kaldet DNS kan såkaldte navneservere, der er forbundet i et netværk med hinanden over Internettet, videregive information om hvilke domæner, der peger på hvilke IP-adresser og omvendt. Domænenavne har den fordel over IP-adresser at de er nemmere at huske. Flere domænenavne kan pege på den samme IP-adresse, hvorimod én IP-adresse kun kan pege på ét domæne. Det sidste kaldes reverse DNS, der betyder omvendt DNS.

## IP-versioner
Internetprotokollen har to versioner, som er i aktiv brug i dag. Begge disse versioner har hver sit IP-adresseformat, så grundet udbredelse defineres begrebet IP-adresse oftest ud fra IP version 4 eller IPv4.

### IP version 1, 2 og 3
Disse var foreløbige protokoller, der ledte frem til den nuværende anvendte protokol IPv4.

### IP version 4
Se hovedartikel, IPv4.
IPv4 benytter 32 bit (4 byte) data til hver adresse. Det betyder, at der matematisk set ligger en begrænsning på 4.294.967.296 (232) unikke adresser. Nogle af disse er reserveret til specielle formål såsom private netværk (cirka 18 millioner adresser), loopback adresser (cirka 16 millioner) og multicast-adresser (cirka 268 million adresser). Disse specielle rækker af IP-adresser, samt det faktum at verdens befolkning overstiger de cirka fire milliarder tilgængelige adresser, begrænser det totale antal af anvendelige IP-adresser endnu mere og har medført en decideret mangel af IP-adresser. Tidligere løsninger på adressemanglen, som stadig anvendes, er NAT og DHCP, der samtidig introducerer nogle sikkerhedsmæssige foranstaltninger for lokalnet.
Et eksempel på en IPv4-adresse: 145.97.39.155
Denne IP-adresse er speciel og peger altid tilbage på maskinen selv: 127.0.0.1
Mange hjemmenetværk benytter lokalnetadresser der begynder med: 192.168.0.0

#### Hvordan ser IPv4-adresser ud?
En IPv4-adresse består af 32 bits, som normalt angives som 4 oktetter enten decimalt eller hexadecimalt. Adressen består af en netværks- og en host-del, som beregnes ud fra subnet-masken.
Ved at lave en bitvis logisk AND og NOT operation med IPv4-adressen og masken findes henholdsvis netværk og host.
```
                 Binært:                               Decimalt:
IP Adresse:      10010110.11010111.00010001.00001001 : 150.215. 17.  9
Subnetmaske:     11111111.11111111.11110000.00000000 : 255.255.240.  0
                 -----------------------------------------------------
Netværksadresse: 10010110.11010111.00010000.00000000 : 150.215. 16.  0 
Hostadresse:     00000000.00000000.00000001.00001001 :   0.  0.  1.  9
```

Første og sidste IP-adresse er henholdsvis netværks- og broadcastadressen og må ikke benyttes.
"/x prefix" benyttes ofte til at angive subnetmasken, hvor x er antallet af 1-bits set fra venstre.
IP-adresser er opdelt i klasser: A, B og C. Klassen bestemmes af de 3 første bits (fra venstre).
0.0.0.0 er reserveret som notering af default route (se også afsnittet om gateways) og 127.0.0.0 er reserveret til loopback. F.eks. er localhost altid 127.0.0.1.
Der er yderligere to klasser som ikke er nær så kendte. 
Klasse D benyttes til IP multicasting, klasse E er reserveret til eksperimenter.
Ofte er "prefix" underforstået. Den klassefulde opfattelse af IP-adresser er dog forældet og benyttes ikke længere. I praksis er det muligt at subnette (og supernette) efter behag og behov.
Subnetting er en opdeling af et klassefuldt netværk i mindre netværk, supernetting er når flere klassefulde netværk forenes.
Eksempel på subnetting:
- 192.168.0.0 /27   (192.168.0.0   – 192.168.0.31)
- 192.168.0.128 /28 (192.168.0.128 – 192.168.0.143)
- 192.168.0.192 /28 (192.168.0.192 – 192.168.0.207)

Eksempel på supernetting:
- 192.0.120.0 /22   (192.0.120.0   – 192.0.123.255)
- 192.0.92.0 /20    (192.0.92.0    – 192.0.107.255)

Da IP-adresser er en begrænset ressource har man vedtaget at udpege 3 adresseområder til privat (lokalt) brug.

### IP version 5
Det som kan betegnes som IPv5 eksisterede kun som et eksperimentelt ikke-IP realtids-streamingprotokol kaldet ST2, som beskrevet i RFC 1819 og var et supplement til IPv4. I standard UNIX-navngivningstradition, der betegner alle ulige versionsnumre som testversioner, var IPv5 aldrig ment til at blive implementeret globalt, og projektet blev som så heller ikke opgivet. RSVP har i en vis grad erstattet det.

### IP version 6
Se hovedartikel, IPv6.
I IPv6 er adressernes størrelse udvidet til 128 bit. Det betyder at der i stedet for er 2128, eller 3,403 × 1038, tilgængelige adresser. Med en verdensbefolkning på cirka 6,6 milliarder svarer det til cirka 5,1 × 1028 adresser per person, og for yderligere overdrivelse svarer antallet til 6,67 × 1027 adresser per kvadratmeter på hele jordens overflade. Dette er flere adresser end vi nogensinde kommer til at få brug for, og det betyder at selv de mindste elektroniske kommunikationsredskaber vil kunne få deres egen IP-adresse.
IPv6 tilbyder desuden flere tekniske fordele foruden det større adresserum.
Internetprotokollen kommer i flere varianter:
- IPv4 er defineret i RFC 791. Denne protokol har været anvendt siden begyndelsen af 1980'erne med stor succes over hele verden, men dog er der IP-adresse-mangel, så man næsten overalt bliver nødt til at anvende private IP-adresser, som NATtes til nogle få IP-adresser.
- IPv6 – Denne protokol formodes indført over hele verden med tiden. Kina og Japan er langt fremme med at anvende den. Denne protokol har mange gange flere IP-adresser end IPv4 og dette er den primære drivkraft til at migrere til IPv6.

### IP version 7
Denne var en ekspementiel protokol, som var foreslået til at afløse IPv4. IPv7 havde en adresserumslængede på 64 bit, dobbelt så meget som IPv4, men kun halvt så meget som IPv6.

## Uddelegering af IP-adresserum
Uddelegering af IP-adresserum kontrolleres af den amerikanske organisation IANA. Herfra delegeres ansvaret videre til de regionale registre:
- AfriNIC (African Network Information Centre) – Afrika
- APNIC (Asia Pacific Network Information Centre) – Asien og Oceanien
- ARIN (American Registry for Internet Numbers) – Nordamerika
- ACNIC (Regional Latin-American and Caribbean IP Address Registry) – Latinamerika og nogle af de karibiske øer
- RIPE NCC (Réseaux IP Européens) – Europa, Afrika, Mellemøsten og Centralasien.

Det er fra disse registre lokale internetudbydere eller andre organisationer ansøger om IP-adresserum til deres kunder. En liste over delegeringerne for fx RIPE NCC kan hentes på deres FTP-server.

## Hvilken organisation står bag en given IP-adresse?
Alle ovenstående registre vedligeholder offentlige databaser over hvilken organisation der står bag en given IP-adresse (inkl. kontaktpersoner og rute-informationer). Det er dog, for langt de fleste internetudbydere der udbyder Internet til hjemmebrugere, normalt ikke muligt at få informationer om den endelige slutbruger. Man vil blot finde navnet på internetudbyderen. For at lave et opslag i fx RIPE NCC's database, kan deres webgrænseflade benyttes. Derudover findes der på langt de fleste UNIX-systemer et værktøj kaldet whois til at foretage disse opslag.